# معتمدية رواد
معتمدية رواد إحدى معتمديات الجمهورية التونسية، تابعة لولاية أريانة.
تقع معتمدية رواد في المنطقة الجنوبية الشرقية لولاية أريانة. ويحدها :
معتمدية قلعة الأندلس من الشمال الغربي.
معتمدية سكرة وأريانة المدينة من الجنوب.
البحر المتوسط من الشرق.
وهي تغطي 5622 هك وتضم عمادات رواد، برج الطويل، سيدي عمر بو خطيوة، المدينة الفاضلة، جعفر، الغزالة والنخيلات.
بلغ عدد سكان معتمدية رواد في 2010 77580 ساكن أي 16% من جملة سكان الولاية وهي تحتل المرتبة الرابعة. وقد بلغت الكثافة السكانية 1905 ساكن/كلم2.

### مواضيع ذات علاقة
- ولاية أريانة.